# Municipio de Rochester (Pensilvania)
El municipio de Rochester (en inglés: Rochester Township) es un municipio ubicado en el condado de Beaver en el estado estadounidense de Pensilvania. En el año 2000 tenía una población de 3.129 habitantes y una densidad poblacional de 316.3 personas por km².

## Geografía
El municipio de Rochester se encuentra ubicado en las coordenadas 40°42′50″N 80°16′40″O / 40.71389, -80.27778.

## Demografía
Según la Oficina del Censo en 2000 los ingresos medios por hogar en la localidad eran de $37,284 y los ingresos medios por familia eran $41,607. Los hombres tenían unos ingresos medios de $35,000 frente a los $23,250 para las mujeres. La renta per cápita para la localidad era de $18,528. Alrededor del 8,4% de la población estaban por debajo del umbral de pobreza.